# Kusachiïta
La kusachiïta és un mineral de la classe dels òxids.

## Característiques
La kusachiïta és un òxid de fórmula química CuBi₂O₄. Cristal·litza en el sistema tetragonal. La seva duresa a l'escala de Mohs és 4,5.
Segons la classificació de Nickel-Strunz, la kusachiïta pertany a «04.JA - Arsenits, antimonits, bismutits; sense anions addicionals, sense H₂O» juntament amb els següents minerals: leiteïta, reinerita, karibibita, apuanita, schafarzikita, trippkeïta, versiliaïta, schneiderhöhnita, zimbabweïta, ludlockita, paulmooreïta, estibivanita i chadwickita.

## Formació i jaciments
S'ha descrit només a la seva localitat tipus, al Japó. Va ser descrita en cristalls de calcita presents en una veta carbonatada en el contacte entre gehlenita i surrita en un skarn.